# David Gyasi
David Gyasi (* 2. Januar 1980 in Hammersmith, London) ist ein britischer Schauspieler.

## Leben
David Gyasi wurde im Londoner Stadtteil Hammersmith als Sohn von Auswanderern aus Ghana geboren. Sein Vater arbeitete als Taxifahrer, seine Mutter als Köchin. Er hat sechs Geschwister.
Nach seinem Abschluss an der Middlesex University spielte er kleinere Nebenrollen, bis er einem größeren Publikum im Jahr 2012 durch seine Mitwirkung am Film Cloud Atlas bekannt wurde, in dem er drei Rollen übernahm.

## Filmografie (Auswahl)
- 2003: Was Mädchen wollen (What a Girl Wants)
- 2005: Shooting Dogs
- 2006: Shoot the Messenger
- 2007: Silent Witness (Fernsehserie, 1 Episode)
- 2012: Red Tails
- 2012: The Dark Knight Rises
- 2012: Cloud Atlas
- 2014: Interstellar
- 2016: Containment – Eine Stadt hofft auf Rettung (Containment, Fernsehserie, 13 Episoden)
- 2017: Man in an Orange Shirt
- 2018: Auslöschung (Annihilation)
- 2018: Troja – Untergang einer Stadt (Troy: Fall of a City, Miniserie)
- 2018: Hunter Killer
- 2019: Maleficent: Mächte der Finsternis (Maleficent: Mistress of Evil)
- 2019–2023: Carnival Row (Fernsehserie)
- 2019: Hell on the Border
- 2020: The A Word (Fernsehserie, 5 Episoden)
- 2022: Sandman (The Sandman, Fernsehserie, Stimme, 1 Episode)
- seit 2023: Diplomatische Beziehungen (The Diplomat, Fernsehserie)